# George Nkuo
George Nkuo (Njiniikom, 27 de fevereiro de 1953) - padre católico de Camarões, bispo de Kumbo desde 2006.
Foi ordenado sacerdote em 26 de abril de 1981 e incardinado na diocese de Buéa. Ele foi, entre outros, secretário episcopal, diretor do colégio diocesano de Fiango-Kumba e diretor da secretaria diocesana de educação.
Em 8 de julho de 2006, o Papa Bento XVI o nomeou Bispo Ordinário da Diocese de Kumbo. Ele recebeu sua sacra dois meses depois, em 8 de setembro de 2006. 